# Fasching (Gerhart Hauptmann)

Gerhart Hauptmann und Marie Thienemann (1881)

Fasching. Eine Studie ist der Titel der ersten, 1887 publizierten Erzählung Gerhart Hauptmanns. Die Charakterstudie erzählt von der rauschhaften Vergnügungssucht des Segelmachers Kielblock, der an einem Faschingswochenende bei einer nächtlichen Schlittenfahrt über einen zugefrorenen See mit Frau und Kind ertrinkt.

## Inhalt

### Familie Kielblock
Segelmacher Kielblock ist seit einem Jahr mit Marie verheiratet. Sie leben zufrieden mit ihrem Sohn Gustav in einem Häuschen am See, bewirtschaften dort einen Garten und etwas Land und haben eine kleine Viehhaltung: Kuh, Hühner, Gänse, drei Schweine. Kielblocks Mutter kann seit ihrem Schlaganfall im Haushalt und bei der Betreuung des Kindes nur noch begrenzt mithelfen. Sie versorgt das Hündchen Lotte und sitzt tagsüber am Fenster, ihre Füße auf eine grüne Kiste gestützt, in der sie ihren Schatz aufbewahrt. Täglich wirft sie einige vom Sohn erhaltene Pfennige hinein.
Kielblock arbeitet fleißig das Jahr über, doch der Winter ist ihm die liebste Jahreszeit: wenig Arbeit, Schlittschuhlaufen auf dem zugefrorenen See, warmer Kachelofen, Feste mit Schmausereien. „Schnee erinnert[-] ihn an Zucker, und dieser an Grog; Grog wiederum erregt[-] in ihm die Vorstellung warmer, festlich erleuchteter Zimmer und [bringt] ihn somit auf die schönen Feste, welche man im Winter zu feiern gewohnt ist.“ Gegen Ende des Winters schrumpfen zwar Kasse und Fleischvorrat, aber Kielblock ist Optimist und hofft auf die Geschäfte im Sommer und tröstet sich, wenn die Wirtschaft einmal rückläufig ist oder das Segeltuch teurer wird, mit Großmutters Kiste: „Ja, den Kasten umw[e]ben eine Menge so verlockender Vorstellungen, dass man sich gewöhnt [hat], den Augenblick, wo man ihn würde öffnen können, als den Höhepunkt seines Lebens zu betrachten.“ Man träumt von Vergnügungsreisen und etwas Luxus.

### Maskenball
Das junge lebenslustige Paar sucht gerne die Tanzböden des Dorfes und der Umgebung auf. Höhepunkt der winterlichen Vergnügungen ist die Faschingszeit. Am Samstagabend ist Maskenball im Dorfgasthaus. Marie kostümiert sich als Gärtnerin, Kielblock als „Halsabschneider“ mit Tintenfass aus Pappdeckel auf dem Kopf und zum Gruseln aschfahl bepinselter Fratze. Seine Frau schreit zitternd auf, er sehe aus wie ein „Toter Leichnam, der drei Wochen in der Erde gelegen hat.“ Während Gustavchen im Nebenraum schläft, erregt der „Halsabschneider“ im Ballsaal großes Aufsehen. Kielblock treibt drei Stunden lang Scherze mit ängstlich flüchtenden Frauen. Er trinkt viel Schnaps. „In seinem Totenschädel rumort[-] davon ein zweiter Maskenball, der den wirklichen noch übertollt[-].“ Es wird ihm so warm und gemütlich, dass er in diesem Zustand, „um sein Inkognito zu wahren, mit dem leibhaftigen Sensemann die Brüderschaft getrunken hätte.“ Nach der Demaskierung um zwölf Uhr wird Kielblock allseits gelobt: Er sei der tollste Kerl, ein verwünschter Filou und Galgenvogel. Anschließend tanzt er wie rasend, um den „Leuten [zu] zeijen, det man noch leben dut.“ Es [ist], als wühle er sich nach dem „Totenspielen […] mit allen Fibern seines Lebens in das Leben zurück.“ Langsam löst sich die Gesellschaft auf, doch Kielblock, Marie und einige Gleichgesinnte feiern bis zur Morgendämmerung weiter mit „Gottes Segen bei Cohn“, einem Kartenglücksspiel. Bei Sonnenaufgang spazieren sie im „braungoldene[n] Lichtstaub“ durch die schneidend kalte Luft: „Ein riesiges Stück gelbglühenden Metalls, [liegt] [die Sonne] hinter den kohlschwarzen Säulen eines Kieferngehölzes“. Man beschließt, ein wenig auszuruhen, und sich um neun Uhr wiederzutreffen.

### Faschingssonntag
Zu Hause angekommen, bittet ein Schiffer Kielblock, ein Segel bis zum Montagmorgen zu reparieren, doch dieser hat keine Lust und lehnt den Auftrag wegen seiner Feiertagsruhe kategorisch ab. Die Faschings-Gesellschaft trifft sich wie vereinbart im Krug und tanzt in ausgelassener Stimmung und mit derber Lustigkeit bis gegen Mittag. Nach dieser Dauerfeier kommt Kielblock abgespannt, aber ruhelos nach Hause: „In seinem Innern klafft[-] eine Leere, vor der ihm graut[-]. Da [fällt] sein Blick auf den See, der wie ein ungeheurer Spiegel, von Schlittschuhläufern und Stuhlschlitten belebt, in der Sonne funkelt[-].“ In rastloser Betriebsamkeit drängt er seine müde Frau zu einer Tour über den See ins Dorf Steben. Mit seinen Schlittschuhen ausgerüstet, schiebt er Marie und den Säugling im Stuhlschlitten übers Eis. Im Gasthaus seiner Schwägerin verbringt man den Nachmittag unterhaltsam bei Kaffee, Pfannkuchen und Spirituosen. Im Spiel gewinnt Kielblock einige Münzen und ist froher Stimmung. Als es dunkel wird, brechen die meisten Gäste auf. Sie haben Angst vor dem unter der Eiskruste in dumpfen Tönen arbeitenden Wasser. Man erzählt die Geschichte von einem Jungen, der in eine offene Stelle des Sees gefallen ist und beinahe ertrunken wäre. Kielblock nimmt die Gefahr nicht ernst und schauspielert: „Zu Hilfe, ich ertrinke!“

### Rückfahrt über den See
Kielblock bricht erst im Vollmondlicht zur Rückfahrt auf. Er macht sich „noch een Schlussvergnügen“ und stößt kräftig den Stuhlschlitten mit Frau und Kind übers Eis. Mitten auf dem See angekommen, zieht eine Wolkenwand auf. Er sieht schon die Umrisse seines Häuschens und orientiert sich am Lichtschein der ins Fenster gestellten Lampe seiner Mutter. Doch die Finsternis nimmt schnell zu, und ein Angstgefühl beklemmt seine Brust, als er das pressende Wasser unter der springenden Eisdecke hört. Dann verschwindet noch der Lichtpunkt im Fenster. Er verliert die Orientierung und fährt mit dem Schlitten auf das offene Wasser zu. „Ein todbanger Moment – dann wahnsinniges Gelächter. Er fühlt[-], wie ein Etwas sich von unten her um ihn klammert[-]; […] er [sinkt] – dumpfes fernes Brausen – ein Gewirr von Bildern und Gedanken – dann – der Tod.“
Kielblocks Hilferufe werden im Dorf gehört, aber die herbeieilenden Arbeiter und Fischer können nur noch drei Leichen aus dem Wasser ziehen. Man trägt sie ins Haus und findet die Großmutter in einem kleinen fensterlosen Raum schlafend über einer offenen, mit Gold-, Silber- und Kupfermünzen angefüllten Kiste. „Über ihren kahlen Scheitel [wirft] das spärliche Flämmchen der herabgebrannten Lampe ein dustiges, falbes Licht.“

## Rezeption
Von 1885 bis 1889 lebte Hauptmann zurückgezogen im brandenburgischen Erkner zwischen Dämeritz- und Flakensee. Einige seiner Werke spielen in oder um das Dorf und ihre Figuren haben Einwohner zum Vorbild, so unter anderem Mutter Wolffen im „Biberpelz“, der Bahnwärter Thiel oder die Familie Kielblock.
In Erkner entstanden die frühen Prosastücke des Autors. „Fasching“ ist nach Ulrich Lauterbach typisch für Hauptmanns Übergangszeit zum Naturalismus. In keiner seiner Novellen lässt sich der Bezug zur Wirklichkeit so genau nachweisen wie in dieser Studie. Den Stoff entnahm der Autor einem Bericht des „Niederbarnimer Anzeigers“ vom 15. Februar 1887: Der Schiffbaumeister Eduard Hermann Zieb verunglückte auf der Rückfahrt von der Woltersdorfer Schleuse zu seiner Wohnung in der Reihe bei Erkner. Trotz Warnung überquerte er im Dunkeln mit dem Schlitten den zugefrorenen Flakensee, brach unweit der Löcknitzmündung ein und ertrank zusammen mit seiner Frau Anna und ihrem Sohn Paul. Aus diesem Tatsachenbericht entwickelte Hauptmann die Charakterstudie über den Segelmacher Kielblock, den sein rastloser Lebenshunger ins Verderben treibt. In den realistischen Handlungskern mit seinen bodenständigen Figuren arbeitete der Autor Versatzstücke der Märchen- und Sagenliteratur mit Symbolen und Leitmotiven ein: das kalte Herz gegenüber dem Seemann, der Geldkasten der Großmutter, die gierige, wie ein Narkotikum wirkende Vergnügungssucht auf dem Tanzboden, die vorausdeutende Symbolik der Totenmaske und der verlöschenden Lampe, die dämonische, unheilverkündende Naturszenerie mit der unter dem zerbrechlichen Eis rumorenden Wassergewalt. Diese Symbolik spricht gegen den naturalistischen Charakter der Erzählung, dafür spricht die Beschreibung des Milieus und der Landschaft. „[F]ormal blieb [Hauptmann] Traditionalist, wenn nicht gar Epigone“ mit „romantische[r] Flunkerei“ und dem „Verlegenheits-Idealismus“.
Die Veröffentlichung der ersten Prosa hatte nur eine begrenzte Wirkung. Das änderte sich erst nach Hauptmanns Ansehen als Dramatiker. Aber auch dann nahm er seinen Erstling „Fasching“ nicht in die novellistischen Studien auf, die 1892 bei S. Fischer erschienen. Offenbar hatte er sich zu diesem Zeitpunkt unter dem Einfluss der russischen und französischen Realisten von der Bilderflut weg zu einer reduzierten Sprachform entwickelt und das Drama der Epik vorgezogen.

## Adaption
- Alfred Kubin, 12 Zeichnungen zu Gerhart Hauptmanns „Fasching“[16]
- Hörbuch: „Fasching“ und „Das Märchen“. Gelesen von Volker Lechtenbrink.[17]